# أيام بورمية (رواية)
«أيام بورمية» هي رواية من تأليف الكاتب الإنجليزي جورج أورويل. نُشرت أول مرة في نيويورك عام 1934. يعود تاريخ القصة إلى أيام الاستعمار البريطاني عندما كانت بورما تابعة لحكم دلهي ضمن مستعمرة بريطانيا في الهند. وُصفت الرواية بأنها «تصوير للجانب المظلم للراج البريطاني». تدور أحداث القصة حول حياة جون فلوري، وهو شخص وحيد وضعيف عالق بداخل نظام كبير فاسد يعرقل الجانب الخيّر من طبيعة الإنسان. تلك هي أولى روايات أورويل، وهي تصف «الفساد والتزمت الإمبريالي» في مجتمع حيث «يُعامل السكان الأصليون باعتبارهم شعوبًا دنيا».
نظرًا إلى مخاوف البريطانيين من أن الرواية قد تشجع على التمرد ضد الاستعمار، وأنها تصف مدينة كاثا بصفة واقعية جدًا، وأن بعض شخصياتها مستوحاة من أشخاص حقيقيين، نُشرت تلك الرواية في الولايات المتحدة بعيدًا عن الإمبراطورية البريطانية. ثم ظهرت منها طبعة بريطانية مع تعديل أسماء الشخصيات بعد عام من صدور الطبعة الأولى. عندما نُشرت الرواية في الثلاثينيات، شعرت بعض «أيادي بورما القديمة» أن تصوير الرواية القاسي للمجتمع الاستعماري «خيب آمالهم بشدة». كتب أورويل في أحد خطاباته عام 1946: «أقول بكل ثقة أن روايتي غير عادلة في بعض المواضع، وغير دقيقة في مواضع أخرى، ولكن معظمها ليس إلا إفادة بما رأيت بعيني».

## نظرة عامة
قضى أورويل خمس سنوات من عام 1922 إلى 1927 يعمل شرطيًا في قوات الشرطة الهندية الإمبريالية في بورما (ما يُعرف حاليًا بميانمار). صارت بورما جزءًا من الإمبراطورية البريطانية في القرن التاسع عشر كامتداد للمستعمرة الهندية. استعمر البريطانيون بورما على عدة مراحل، إذ لم تكن بورما بأكلمها جزءًا من الإمبراطورية البريطانية إلا بعد الاستيلاء على العاصمة الملكية «ماندالاي» في عام 1885. استكمل العمال المهاجرون من الهند والصين وظائف سكان بورما الأصليين. رغم أن بورما كانت أكثر بلاد جنوب شرق آسيا ثراءً تحت الحكم البريطاني، كانت مستعمرة منعزلة وفي حالة ركود. فقد كانت الصورة التي فُرض على الإنجليز أن يتمسكوا بها في تلك المجتمعات عبئًا كبيرًا، إذ جلب معظمهم آمالهم على طول الطريق من بريطانيا إلى بورما بنية التمسك بتقاليدهم وتوطيد حكمهم. كانت بورما تنتج 75% من الإنتاج العالمي للساج الكبير من غاباتها النائية. عندما وصل أورويل إلى دلتا نهر إيراوادي في يناير عام 1924 للشروع في مهنة الشرطة الإمبريالة، كانت تلك الدلتا تساهم في صادرات بورما من الأرز بمقدار 3 ملايين طن من الأرز؛ أي نصف إنتاج العالم بأكمله. خدم أورويل في مناطق متفرقة في بورما، فقد أنفق عامًا في تدريبات الشرطة في ماندالاي ومايميو، ثم كُلف بالخدمة في مياونغميا، وتوانتي، وسيريام، وإنساين (الواقعة شمال رانغون، وفيها يقع أشد سجون المستعمرة صرامة، أما الآن فهو يُعرف بالسجن الأسوأ سمعةً في بورما)، وماولمين، وكاثر. كانت كاثر بالتحديد مشهورة بمزارعها شديدة الخصوبة، وتفنن أورويل في وصفها، إذ إنها هيأت مكان وقوع أحداث الرواية.
استغرق المؤلف عدة سنوات في كتابة الرواية. شرع أورويل في إعدادها وقت مكوثه في باريس من عام 1928 حتى عام 1929. وظل يعمل على كتابتها عام 1932 في ساوثولد بينما كان يصلح منزل عائلته في إجازات الصيف. وفي شهر ديسمبر عام 1933 انتهى من كتابة النسخة النهائية، وقدمها إلى وكيله، ليونارد مور، في عام 1934 كي يتكفل بتقديمها إلى فيكتور غولانكز لنشرها كما نشر كتابه السابق. ولكن غولانكز، الذي كان ما يزال يتعافى من الملاحقة القضائية نتيجة أعمال مؤلف آخر، رفض نشره خوفًا من دعاوى التشهير. رفضت كلٌ من دار هاينيمان ودار كاب أيضًا نشر الرواية لذات الأسباب. وأخيرًا وافق الأخوان هاربر على نشرها في الولايات المتحدة مع بعض التعديلات، ونُشرت الرواية أول مرة في عام 1934. وفي ربيع عام 1935، وافق غولانكز على نشر الرواية شريطة ألا تروي الرواية حيوات أشخاص حقيقيين. وبناءً عليه تم التحقق من أسماء جميع الشخصيات ومقارنتها بقوائم أسماء المستعمرين لمنع الخلط بين الأفراد البريطانيين وأشخاص الرواية. عُرفت معظم أسماء الشخصيات الأوروبية وسُجلت في صحيفة «رانغون جازيت» منذ ذلك الحين، واتضح أن يو بو كاين هو اسم الضابط البورمي الذي زامل أورويل في أكاديمية الشرطة في ماندالاي. نشر غولانكز النسخة الإنجليزية في 24 يونيو 1935.

## روابط خارجية
- أيام بورمية (رواية) على موقع الموسوعة البريطانية (الإنجليزية)